# B. T. Lalitha Naik
Balaji Tangali Lalitha Naik (Kadur, 4 de abril de 1945) é uma ativista social, política, escritora e atriz de cinema da Índia que foi ministra de Kannada, Cultura e Mulheres e Bem-Estar Infantil de Carnataca. Naik também atuou como MLC (1986-1992) e MLA (1994-1999). Ela ganhou o Prêmio da Academia Karnataka Sahitya em 1991. Ela também é conhecida por liderar importantes movimentos literários, sociais e de direitos linguísticos, como o movimento Bandaya e a agitação Gokak.

## Vida pessoal
Filha dos agricultores Balaji Naik e Ganga Bai, Lalita Naik nasceu em uma família Lambani em 4 de abril de 1945, em Tangali Tanda (agora VLNagara), uma pequena aldeia em Kadur, Chikmagalur.
Naik se casou com Champla Naik no final dos anos 60 e foi casada com ele até sua morte em 1996. Ela tem três filhos do casamento.
Lalitha Naik é sobrinha-neta do renomado Bharatanatyam danseuse K. Venkatalakshamma.

## Carreira como escritora
Após seu casamento, Naik começou a escrever peças de rádio sobre as provações e tribulações da vida da classe média para a estação local de Akashavani. Incentivada pela popularidade, ela começou a escrever e contribuir com poemas, contos e artigos para periódicos proeminentes de Kannada, como Sudha, Prajavani e Taranga. Quando sua novela, Nele Bele, ganhou um prêmio no concurso anual de novelas realizado pela revista Sudha, ela foi convidada pelo escritor P. Lankesh para contribuir com seu recém-criado tabloide Lankesh Patrike. Naik começou a escrever regularmente para o tabloide e logo foi reconhecida por sua sensibilidade, compromisso social e pontos de vista progressistas. Sua popularidade como escritora e jornalista a levou a ser nomeada membro do Conselho Legislativo de Karnataka (em inglês: MLC) pelo então ministro-chefe Ramakrishna Hegde. Naik continuou a escrever e produzir livros memoráveis, como a coleção de contos Habba mattu Bali ("Festival e o Sacrifício"), o romance Gati ("Destino") e as coleções de poesia, Ide Koogu Matte Matte ("O mesmo grito de novo e de novo ") e Bidiru Mele Kantiyali ("Na moita de bambu"). Autora de dezesseis livros, ela também é conhecida por suas peças teatrais, ficção infantil e ensaios. Ela ganhou o Prêmio da Academia Karnataka Sahitya em 1991. Seu romance Gati foi traduzido para o inglês, e suas histórias e poemas foram traduzidos para os idiomas inglês, hindi, marata e telugu. Seus trabalhos fazem parte do currículo de várias universidades em Karnataka.

## Carreira política
Enquanto atuava como MLC (1986 – 1992), Naik ingressou no Janata Dal, inspirado pelos ideais socialistas de Shantaveri Gopala Gowda e Jayaprakash Narayan. Em 1994, ela foi eleita MLA do distrito eleitoral de Devadurga, Raichur em uma chapa de Janata Dal, e foi nomeada Ministra de Kannada, Cultura e Departamento de Bem-Estar de Mulheres e Crianças no gabinete de JH Patel. Apenas dois anos depois de seu mandato como ministro, seu filho Vishwajit foi acusado de profanar a estátua de BR Ambedkar no Dr. BR Ambedkar Medical College, Bangalore. Embora as investigações subsequentes tenham revelado que as alegações eram infundadas, ela foi forçada a renunciar na época e Vimalabai Deshmukh a sucedeu como Ministra da Mulher e Bem-Estar Infantil, Karnataka. Ela também atuou como presidente da Women's Janata Dal. Após a divisão de Janata Dal em 1999 em Janata Dal (secular) e Janata Dal (United), ela se juntou a Janata Dal (secular) chefiada pelo político HD Deve Gowda. Foi membro da sua Executiva Nacional. Mais tarde, ela deixou o Janata Dal (Secular) por causa da decisão de Gowda de formar aliança com o Partido do Povo Indiano. Mais tarde, ela se juntou ao Janata Party, mas o deixou em 2004. Posteriormente, ela se juntou ao Partido do Bem-Estar da Índia e atuou como vice-presidente nacional. Nas eleições de Lok Sabha de 2014, ela disputou no eleitorado de Gulbarga com uma chapa do Partido Aam Aadmi, e perdeu para Mallikarjun Kharge.
Em 2016, Naik foi um dos 7 JD(S) MLAs suspensos por votação cruzada para candidatos de diferentes partidos na eleição de Rajya Sabha de 2016. Naik acabou se juntando ao Congresso Nacional Indiano em 29 de janeiro de 2017.

## Ativismo social e cinema
Lalitha Naik participou de vários movimentos literários sociais da década de 1980, incluindo o movimento Bandaya, um movimento de protesto pela igualdade social e justiça, e a agitação Gokak. Uma feminista declarada, Lalitha Naik, apelou fortemente para a aprovação do Projeto de Lei de Reserva das Mulheres nas legislaturas central e estadual e instou as mulheres a aprenderem artes marciais para se protegerem da cultura do estupro predominante. Ela também apresentou seu forte protesto contra a vitimização de jovens muçulmanos inocentes e ativistas sociais que lutam por justiça como Binayak Sen. Ela protestou contra o ensino Bagavadeguitá nas escolas. Ela também exigiu a criação de uma Comissão Nacional dos Homens nos moldes de Mahila Ayog para evitar o aumento das atrocidades contra os homens e o uso inescrupuloso da IPC 498(A), a lei de assédio anti-dote que ela alega ser frequentemente usada como um meio de chantagear e extorquir os homens. Ela é de opinião que as reservas não devem ser permanentes.
Naik atuou e escreveu diálogos para o filme em língua banjara, Zadero Pankheru ("Pássaro da Floresta") em 1996. Ela também atuou nos filmes Priya-O-Priya e Ashanti, uma série de televisão Mukta Mukta e um telefilme Ondu Hennina Kathe. Naik foi presidente da Sociedade Bala Bhavana do Estado de Karnataka e ocupou outros cargos em algumas outras associações e sociedades comunitárias. Ela é membro da Karnataka Film Chambers.

## Prêmios e honrarias
- 1987: Honraria de 'Melhor Legisladora'
- 1991: Prêmio Karnataka Rajyotsava
- 1991:Prêmio da Academia Karnataka Sahitya por Gati
- 1995: Prêmio Unidade Nacional Rajiv Gandhi
- 2003: Prêmio Mahila Ratna
- 2007: Prêmio Daana Chintamani Attimabbe pelo governo de Karnataka
- 2010: Prêmio Kannada Shree
- 2011: Prêmio Alvas Nudisiri[21]
- 2011: Karnataka Choodamani.[5][22]
- Doutorada Honorária da Universidade de Kuvempu em 2009–2010[3]

## Obras publicadas
- 1972: Chandraparabhava (em inglês), coleção de peças de rádio,
- 1979: Bhattana Kanasu (em inglês), histórias para crianças, (reimpresso em 1995)
- 1982, 1995: Nele-Bele (em inglês), romance,
- 1986, 1995: Gati (em inglês), romance,
- 1989, 1995: Habba mattu Bali (em inglês), histórias,
- 1983: Namrupli (em inglês), poesia,
- 1996: Ide Koogu Matte Matte (em inglês), poesia,
- 1996: Odala Bege (em inglês), poesia,
- 1983-1997: Bidiru Male Kantiyali (em inglês), poemas coletados
- 1986: Devadurga Taluku Darshana (em inglês)
- 2005: Sava-seru (em inglês), poesia
- 2005: BT Lalitha Naik Chutukugalu (em inglês)
- 2006: Kai Hididu Nadesennanu (em inglês), entrevistas com centenários,
- 2006: Gadi Kannadigara Kathe-Vyathe (em inglês), Ed.
- 2009: Banjara Hejjegurutugalu (em inglês)

Tradução para o inglês
- 2013: Gati/Momentum (em inglês) Traduzido para o inglês por HSM Prakash. Bangalore: Sirivara Prakashana.ISBN 978-93-81846-46-9